# Songs from The Capeman

Songs from The Capeman est un album de Paul Simon sorti en 1997 qui contient les chansons de sa comédie musicale The Capeman.
Les paroles ont été coécrites par le lauréat du prix Nobel Derek Walcott. Les styles sont du doo-wop, du rock 'n' roll et des rythmes portoricains. La comédie musicale a été un flop, accusant une perte de 11 millions de dollars.

## Liste des titres
1. Adios Hermanos
2. Born In Puerto Rico
3. Satin Summer Nights (duo Paul Simon/Marc Anthony)
4. Bernadette
5. The Vampires (cha-cha-cha)
6. Quality
7. Can I Forgive Him
8. Sunday Afternoon (chanté par Ednita Nazario)
9. Killer Wants To Go To College
10. Time is an Ocean (duo Marc Anthony/Ruben Blades)
11. Virgil
12. Killer Wants To Go To College II
13. Trailways Bus
14. Shoplifting Clothes
15. Born In Puerto Rico (chanté par José Feliciano)
16. Can I Forgive Him (demo)

(Les deux derniers titres sont des bonus sur la réédition en juillet 2004).